# Große Olympiaschanze
El Große Olympiaschanze (en català: Gran Trampolí Olímpic) és un trampolí de salts amb esquís situat a Garmisch-Partenkirchen (Alemanya).

## Història
Aquest trampolí fou construït l'any 1921 i el 1936 formà part de l'anomenat Olympia Skistadion, l'estadi olímpic que allotjà la competició de salts amb esquís, de combinada nòrdica i d'esquí de fons durant la realització dels Jocs Olímpics d'Hivern de 1936 a Garmisch-Partenkirchen.
Al llarg de la seva història a més d'allotjar la competició de salts durant els Jocs Olímpics d'hivern de 1936 també ha estat seu de la Copa del Món de salts amb esquís i del Torneig dels Quatre Trampolins, sent la seu de l'edició més mediàtica l'1 de gener de cada any.
Aquest trampolí va formar part de la candidatura de Múnic com a seu dels Jocs Olímpics d'Hivern de 2018.